# Río Quepe
Río Quepe är ett vattendrag i Chile.   Det ligger i regionen Región de la Araucanía, i den södra delen av landet, 600 km söder om huvudstaden Santiago de Chile.
I omgivningarna runt Río Quepe växer huvudsakligen savannskog. Runt Río Quepe är det ganska glesbefolkat, med 27 invånare per kvadratkilometer.